# Büren (quận)
Büren (tiếng Đức: Bezirk Büren, tiếng Pháp: District de Büren) là một quận hành chính cũ thuộc bang Bern của Thụy Sĩ. Büren có diện tích 87 km², dân số theo thống kê của cục thống kê Thụy Sĩ năm 1999 là 21.729 người. Thủ phủ đóng ở Büren an der Aare. Mã bưu chính là 205.
Sau ngày 1 tháng 1 năm 2010, quận này sáp nhập vào hạt Seeland, thuộc vùng lãnh thổ Seeland.